# Hotel Transylvania 3. – Szörnyen rémes vakáció
A Hotel Transylvania 3.: Szörnyen rémes vakáció (eredeti cím: Hotel Transylvania 3: Summer Vacation) 2018-ban bemutatott amerikai 3D-s számítógépes animációs film, amely a 2015-ös Hotel Transylvania 2. – Ahol még mindig szörnyen jó című animációs film folytatása. A rendezője Genndy Tartakovsky, a producere Michelle Murdocca, a forgatókönyvírói Genndy Tartakovsky és Michael McCullers. A mozifilm készítője a Sony Pictures Animation, a forgalmazója a Columbia Pictures. Műfaját tekintve fantasyfilm és filmvígjáték.
Amerikában 2018. július 13-án, Magyarországon 2018. július 12-én mutatták be a mozikban.

## Cselekmény
Mavis, Drakula lánya befizeti Drakulát egy társas hajóútra, hogy egy ideig csak magával törődjön. A bajt a hajó titokzatos kapitánya, Ericka okozza, aki hátborzongatóan szép, és Drakula teljesen elveszíti a fejét miatta – csakhogy kiderül róla, hogy a végzet asszonya valójában Van Helsing, a vámpírvadász dédunokája.

## Szereplők
| Szereplő                            | Eredeti hang       | Magyar hang            | Fajtája           |
| ----------------------------------- | ------------------ | ---------------------- | ----------------- |
| Drakula                             | Adam Sandler       | Csőre Gábor            | vámpír            |
| Mavis, Drakula lánya                | Selena Gomez       | Gulás Fanni            | vámpír            |
| Jonathan                            | Andy Samberg       | Berkes Bence           | ember             |
| Dennis                              | Asher Blinkoff     | Kovács Mihály          | damfír            |
| Frankenstein                        | Kevin James        | Horváth-Töreki Gergely | szörny            |
| Griffin                             | David Spade        | Rajkai Zoltán          | láthatatlan ember |
| Wayne                               | Steve Buscemi      | Epres Attila           | vérfarkas         |
| Murray                              | Keegan-Michael Key | Takátsy Péter          | múmia             |
| Wanda                               | Molly Shannon      | Kisfalvi Krisztina     | vérfarkas         |
| Eunice                              | Fran Drescher      | Szirtes Ági            | szörny            |
| Erika Van Helsing, a hajó kapitánya | Kathryn Hahn       | Balsai Mónika          | ember             |
| Abraham Van Helsing                 | Jim Gaffigan       | Csankó Zoltán          | ember             |
| Vlad                                | Mel Brooks         | Beregi Péter           | vámpír            |
| Winnie                              | Sadie Sandler      | Szűcs Anna Viola       | vérfarkas         |
| Pufi                                | Genndy Tartakovsky | eredeti hang           | paca              |
| Pufi Bébi                           | Genndy Tartakovsky | eredeti hang           | paca              |
| Pufi Állatka                        | Genndy Tartakovsky | eredeti hang           | paca              |
| Crystal                             | Chrissy Teigen     | N/A                    | láthatatlan ember |
| Kraken                              | Joe Jonas          | Gájer Bálint           | kraken            |
| Csuri, kutya                        | Joe Whyte          | eredeti hang           | kutya             |
| Bob                                 | Joe Whyte          | N/A                    | szörny            |
| Stan                                | Chris Parnell      | Kárpáti Levente        | halember          |
| Frankenlady                         | Tara Strong        | N/A                    | szörny            |
| El Chupacabra                       | Jaime Camil        | N/A                    | szörny            |